# Bass von Inverurie

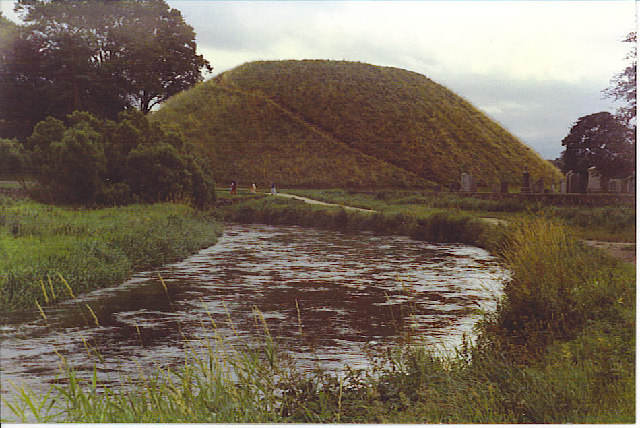
The Bass mit Fußpfad nach oben

Der Bass von Inverurie (englisch The Bass of Inverurie) und die „Inverurie Cemetery“ sind eng benachbarte Ansammlungen von Monumenten aus zwei historischen Perioden. Der Bass liegt im Süden von Inverurie zwischen dem Ury (auch Urie-Fluss) und der B993 in Aberdeenshire in Schottland.

## Die Motte und der Bailey
Hier befindet sich eine gut erhaltene mittelalterliche Motte (englisch the Bass) mit einem Bailey, (englisch the little Bass). Der Bass von Inverurie ist ein natürlicher Hügel, der im 12. Jahrhundert in eine Motte verwandelt wurde, welche mit einem Holzturm und einer Palisade gekrönt war, die von den Earls of Garioch im Jahr 1100 errichtet wurde. Er hat eine Plattform in etwa 15 m Höhe mit einem Durchmesser von 20 m. Die Burg wurde 1308 von Robert the Bruce (1274–1329) vor seinem Sieg über den Earl of Buchan bei der (ersten) Schlacht bei Inverurie (auch Schlacht von Barra genannt) als Basis verwendet, weil er nordöstlich von Inverurie in der Nähe der Hills of Barra kämpfte.

## Kleinfunde
Etliche Kleinfunde (diverse Abschläge, eine Keule, ein grüner glasierter Krug aus dem 14. Jahrhundert mit einer Maske) stammen aus dem umgebenden Areal, das zu einem alten Friedhof umgewandelt wurde, der eine Reihe von vier Piktischen Symbolsteinen beherbergt.

## Die vier Symbolsteine
Die vier Symbolsteine waren früher in die Mauern der alten Kirche und, nachdem die Kirche abgerissen war, in der Friedhofsmauer eingebaut. Heute stehen sie in einer Reihe auf dem Friedhof. Sie stammen vermutlich aus der Umgebung.
- Einer ist mit Symbolpaaren verziert: Ein Halbmond und V-Stab über einer Scheibe und einem rechteckigen Symbol und eine Schlange und ein Z-Stab über einer Doppelscheibe und einem Z-Stab.
- der zweite trägt eine Scheibe und ein Rechteck über einem Bogen-Symbol
- der dritte zeigt eine Scheibe über einer Doppelscheibe und einem Z-Stab
- der vierte ist mit einem Pferd verziert.